# Club Football Estrela da Amadora
Ne doit pas être confondu avec Clube de Futebol Estrela da Amadora.
Actualités
Le Club Football Estrela da Amadora est un club portugais de football basé à Amadora, au nord ouest de Lisbonne. Le club est fondé en 2020 après la fusion du Clube Desportivo Estrela et du Sintra Football, il reprend l'héritage du Clube de Futebol Estrela da Amadora fondé en 1932 et dissout en 2011.

## Histoire
En 2020, le Clube Desportivo Estrela, qui a repris la succession du Clube de Futebol Estrela da Amadora dissout en 2011, fusionne avec le Sintra Football pour permettre une renaissance de l'Estrela da Amadora. Le club se renomme Club Football Estrela da Amadora et commence en Campeonato de Portugal (troisième division), en prenant la licence du Sintra Football et en Coupe du Portugal.
Le 30 mai 2021, il est entré dans l'histoire en battant União de Leiria par 0-2 à l'Estádio Dr. Magalhães Pessoa  et a confirmé sa promotion en deuxième division. Le club retrouve son statut professionnel et rejoint l'antichambre du football portugais, la Liga Sabseg. Lors de la finale du Campeonato de Portugal, l'Estrela perd contre Trofense 0 - 1 en prolongation.
Lors de sa première saison en deuxième division, le club réussit à se maintenir en terminant à la 14e place à un point d'une place de barragiste et deux points d'une place de relégation.
A l'issue de la saison 2022-2023, le CF Estrela termine 3e de D2 portugaise et doit jouer un match de barrage face au 18e de D1, le Maritimo. Le 3 juin 2023, lors du match aller, le CF Estrela s'impose sur le terrain du Maritimo (1-2). Le 11 juin 2023, lors du match retour, le Maritimo revient à égalité mais le CF Estrela parvient à remporter le match aux tirs au but (1-2; tab 3-2). À la suite de cette victoire le club monte en première division.

## Personnalités du club

### Effectif actuel
| N° | Nat.                        | Poste | Nom du joueur     |
| -- | --------------------------- | ----- | ----------------- |
| 1  | Drapeau du Portugal         | G     | Diogo Pinto       |
| 3  | Drapeau du Portugal         | D     | Ni                |
| 4  | Drapeau du Ghana            | D     | Semeu Commey      |
| 5  | Drapeau du Mali             | D     | Issiar Dramé      |
| 6  | Drapeau de l'Espagne        | M     | Assane Ndiaye     |
| 7  | Drapeau du Portugal         | A     | Fábio Ronaldo     |
| 8  | Drapeau du Brésil           | M     | Robinho           |
| 9  | Drapeau du Brésil           | A     | Rodrigo Pinho     |
| 10 | Drapeau de la Roumanie      | A     | Ianis Stoica      |
| 11 | Drapeau du Cap-Vert         | A     | Jovane Cabral     |
| 12 | Drapeau de la France        | M     | Amine Oudrhiri    |
| 14 | Drapeau du Brésil           | D     | Bernardo Schappo  |
| 17 | Drapeau de la Guinée-Bissau | D     | Jefferson Encada  |
| 18 | Drapeau du Portugal         | A     | Jorge Meireles    |
| 19 | Drapeau du Portugal         | M     | Paulo Moreira     |
| 20 | Drapeau de la France        | D     | Hamed Dramé       |
| 21 | Drapeau du Portugal         | D     | Guilherme Montóia |
| 22 | Drapeau du Portugal         | G     | David Grilo       |

| No. | Nat.                     | Position | Nom du joueur                             |
| --- | ------------------------ | -------- | ----------------------------------------- |
| 25  | Drapeau du Portugal      | M        | Nilton Varela                             |
| 26  | Drapeau du Portugal      | A        | João Resende                              |
| 28  | Drapeau du Portugal      | D        | Rúben Lima                                |
| 30  | Drapeau du Brésil        | D        | Luan Patrick                              |
| 40  | Drapeau du Brésil        | G        | Renan Ribeiro                             |
| 55  | Drapeau du Cap-Vert      | D        | Sidny Cabral                              |
| 77  | Drapeau de l'Espagne     | A        | Alan Godoy (en prêt de Barcelona Atlètic) |
| 79  | Drapeau de la Bulgarie   | D        | Atanas Chernev                            |
| 83  | Drapeau du Brésil        | D        | Otávio                                    |
| 87  | Drapeau de l'Angola      | M        | Simão Pedro                               |
| 89  | Drapeau de l'Angola      | A        | João Gastão                               |
| 98  | Drapeau du Portugal      | A        | Kikas                                     |
| 99  | Drapeau du Nigeria       | A        | Abraham Marcus                            |
|     | Drapeau de l'Espagne     | A        | Gonzalo Calçada                           |
|     | Drapeau du Brésil        | M        | Lucas Loureiro                            |
|     | Drapeau de la Mauritanie | M        | Oumar Ngom                                |